# Magical Nyan Nyan Taruto
Magical Meow Meow Taruto (яп. 魔法少女猫たると, Волшебная девочка-кошка Таруто) — манга, созданная Кайсяку и аниме-сериал, выпущенный студиями TNK и Madhouse по ней. Манга впервые выпускалась издательством Shueisha с 2001 по 2003 год в журнале Ultra Jump. Аниме-сериал транслировался по телеканалу WOWOW с 5 июля 2001 года по 27 сентября 2001 года. Всего было выпущено 12 серий аниме.

## Сюжет
Когда-то давно в далёком мире правила магическая династия Ганаашу под именем династии Кинка. Но другая семья Байю решила свергнуть Ганаашу и уничтожить всех соперников. Однако глава династии Кинка Маата отправил в другой мир, на Землю, свою дочь Таруту, чтобы она когда-нибудь вернулась и возродила их клан.
Тарута жила простой жизнью со своими друзьями, но обладала магическими способностями. Когда в её родном мире становится известно, что она жива, за ней посылают убийц.
Тарута и другие обитатели её мира выглядят как девушки-кошки.

## Список персонажей

### Животные
Таруто (яп. たると) — Главная героиня. Она наследная принцесса династии Кинка. Часто находится рядом со своим хозяином Иори. Очень любит приключения и издевается над Шарлоттой. После каждой фразы говорит «мяу» и единственная из кошек, кто делает это. В конце истории выясняется, что Шарлотта — её младшая сестра-близнец.
Сэйю: Хисаё Мотидзуки
Шарлотта (яп. シャルロッテ Саруроттэ) — Сестра Таруто и принцесса Кинка. Почти до конца вопрос о её происхождении оставался нераскрытым. Очень боится клеток, так как для неё это как тюрьма. Шарлотта очень упрямая и вначале сомневается в том, что Тарута принцесса Кинка.
Сэйю: Масаё Курата
Титосэ (яп. ちとせ) — Очень изящная и спокойная. Является воплощением идеала японской девушки. Но, несмотря на вежливость, не боится высказывать своё мнение и мысли. Дружит с Шарлоттой, несмотря на разный характер. Титосэ приютила Шарлотту и дала ей имя.
Сэйю: Мария Ямамото
Какипи (яп. 柿ピー) — Когда-то попал в ловушку, но был спасён Таруто. Он первый высказал идею, что Таруто является наследной принцессой Кинка и верит в это всем сердцем. Как правило, пытается отучить Таруто от вредных привычек, но ему это с трудом удаётся.
Сэйю: Ёсико Камэй
Чипс (яп. ポテチ Потэти) — Глава команды торгового центра со своим братом Начосом. У неё буйный характер и она помешана на блестящих предметах. Не любит Таруто, полагая, что та слишком слабая.
Сэйю: Ая Хисакава
Начос (яп. ナチョス Натёсу) — Работает вместе с Чипс, её брат, но его часто путают с девушкой. Спокойный и непринуждённый. Всегда делает то, что велит Чипс. Влюблён в Таруто и при возможности старается ей помогать.
Сэйю: Каори Мидзухаси

### Люди
Иори Монака (яп. 最中 庵) — Хозяин Таруто. Он очень добрый и нежный. Обожает готовить сладости всех видов. Очень ласковый к Таруто, но порой не может понять её, так как она не человек. Он восхищается Андзукой Домиёдзи, которая не проявляет к нему никакого интереса.
Сэйю: Хироки Такахаси
Кинако Монака (яп. 最中 きな子) — Племянница Иори и очень любит его. У Кинако яркая и независимая личность и она любит приключения. Кинако чувствует себя очень одиноко и печально, когда Иори игнорирует её и пытается завоевать внимание Андзуко.
Сэйю: Кёко Цуруно
Андзуко Домёдзи (яп. 道明寺 杏子) — Коллекционирует кошек и, когда видит очередную кошку, всеми способами пытается захватить её. Когда впервые увидела Таруто, то тоже решила забрать её для свой коллекции. Иори сказал, что не отдаст Таруто, и Андзуко решила отобрать её силой.
Сэйю: Акэми Окамура
Гэппэй Окаки (яп. 岡木 月平) — Считает, что лучше всех, и поэтому ведёт себя как хозяин города. Когда-то соперничал с Кинако, но позже они становятся лучшими друзьями и вместе отправляются на приключения. Он ходит со своим питомцем Галэттэ, который является одним из немногих парней-кошек в истории.
Сэйю: Дайсукэ Сакагути

## Список серий аниме
|    |                                                                                     |                  |  |  |
| 01 | Beginning, Beginning «Hajimari Hajimari» (にゃーの 01 - はじまり はじまり)          | 5 июля 2001      |  |  |
| 02 | Blossom, Blossom «Saita Saita» (にゃーの 02 - さいた さいた)                        | 12 июля 2001     |  |  |
| 03 | Long, Long Ago «Mukashi Mukashi» (にゃーの 03 - むかし むかし)                      | 19 июля 2001     |  |  |
| 04 | Fight! Fight! «Nokotta Nokotta» (にゃーの 04 - のこった のこった)                   | 26 июля 2001     |  |  |
| 05 | Babble, Babble «Pera Pera» (にゃーの 05 - ぺら ぺら)                                | 2 августа 2001   |  |  |
| 06 | Twinkling, Sparkling «Chikachika Kirakira» (にゃーの 06 - ちかちか きらきら)        | 9 августа 2001   |  |  |
| 07 | Ring-A-Ling «Chirin Chirin» (にゃーの 07 - ちりん ちりん)                           | 23 августа 2001  |  |  |
| 08 | Secrets, Secrets «Naisho Naisho» (にゃーの 08 - ないしょ ないしょ)                  | 30 августа 2001  |  |  |
| 09 | Tromp, Tromp «Teku Teku» (にゃーの 09 - てく てく)                                  | 6 сентября 2001  |  |  |
| 10 | Shudder, Shudder «Hara Hara» (にゃーの 10 - はら はら)                              | 13 сентября 2001 |  |  |
| 11 | Scary, Scary «Doki Doki» (にゃーの 11 - どき どき)                                  | 20 сентября 2001 |  |  |
| 12 | Happily, Happily ever after «Medetashi Medetashi» (にゃーの 12 - めでたし めでたし) | 27 сентября 2001 |  |  |

## Музыка
Открытие
- «Today’s Flower» (яп. 今日の花 Кё но Хана) исполняла Масуми Ито

Концовка
- «Hallelujah in Humming!» (яп. ハナウタノハレルヤ! Ханаута но Харэруя!) исполнили Хисаё Мотидзуки, Масаё Курата и Мария Ямамото

## Обзоры
Обозреватель Anime News Network отметил, что всем девушкам-кошкам в игре сюжетом предназначено лишь быть милыми, красивыми и глупыми, а весь сюжет, включающий историю кошачьего королевства, счел лишним и слишком скомканным.